# جون فوجیوارا
جون فوجیوارا (انگلیسی: Jun Fujiwara؛ زادهٔ ۲۳ نوامبر ۱۹۸۲) بازیکن فوتسال اهل ژاپن است که در تیم ملی فوتسال ژاپن نیز بازی کرده‌است.